# Ihlow (Nedersaksen)
Ihlow is een gemeente in de Duitse deelstaat Nedersaksen. De gemeente ligt in de regio Oost-Friesland en behoort bestuurlijk tot de Landkreis Aurich. Ihlow telt 12.481 inwoners.

## Bestuurlijke indeling
De huidige gemeente Ihlow ontstond in 1972 als gevolg van een gemeentelijke herindeling. Twaalf tot dan toe onafhankelijke gemeenten werden samengevoegd. Thans bestaat Ihlow uit de volgende Ortsteile; tussen haakjes het aantal inwoners per 13 januari 2022:
1. Bangstede (353)
2. Barstede (een ietwat afgelegen dorpje, 3 km ten westen van Westerende-Kirchloog; 323)
3. Ihlowerfehn (hoofdplaats; 2.245)
4. Ihlowerhörn (bestaande uit Lübbertsfehn, Hüllenerfehn en Westersander[2]; aan de oostgrens van de gemeente met Ostgroßefehn; 1.048)
5. Ludwigsdorf[3] (955)
6. Ochtelbur (901)
7. Ostersander (inclusief het iets noordelijker gelegen Weene; 840)
8. Riepe (2.163)
9. Riepster Hammrich (een uit verspreide boerderijen bestaand gehucht; 133)
10. Simonswolde (ten zuiden van het hoofddorp; 1.601)
11. Westerende-Holzloog (inclusief Herrenhütten en Werringerhörn, alle weinig belangrijke boerendorpjes ten noordwesten van Westerende-Kirchloog; in totaal: 363)
12. Westerende-Kirchloog (inclusief Fahne en Fahnstermoor; ruim 4 km ten noorden van Ihlowerfehn; 1.748)

Bevolkingscijfers: Ontleend aan de website van de gemeente. Gemeentetotaal 13 januari 2022: 12.673 personen.
Het tussen 2015 en 2021 ingrijpend vernieuwde gemeentehuis staat te Ihlowerfehn.

## Ligging en infrastructuur
Bijna het gehele gemeentegebied van Ihlow ligt net op zeeniveau waardoor ontwatering van het gebied van wezenlijk belang is.
De plaatsjes Westerende-Kirchloog, Bangstede, Ochtelbur en Riepe liggen aan een van noordoost naar zuidwest lopende secundaire weg, een Landesstraße, van Aurich naar Emden. Ten zuiden van Riepe buigt deze Friesenweg af naar de aansluiting nummer 6, Riepe, van de Autobahn A 31.  In het oosten heeft de gemeente een aansluiting met de Bundesstraße 72 tussen Aurich en de aansluiting Filsum met de BAB 28. Ihlow is niet aangesloten op het spoorwegnet. Door de gemeente stroomt echter wel het Eems-Jadekanaal. Dit kanaal wordt hoofdzakelijk door de pleziervaart gebruikt.

### Buurgemeenten
Buurgemeenten van Ihlow zijn Emden, Südbrookmerland, Aurich, Großefehn (alle in de Landkreis Aurich) en de gemeente Moormerland in de Landkreis Leer.

## Economie
In het dorp Bangstede ligt een klein industrieterrein met een kade aan het Eems-Jadekanaal, waar binnenvaartschepen kunnen aanmeren. Dit gebeurt voornamelijk voor het bevoorraden van de graanmolen die daar gevestigd is. Aan ditzelfde kanaal ligt te Westerende-Kirchloog een kleine scheepswerf, die viskotters repareert en incidenteel nieuw bouwt.
Het grootste industrieterrein van de gemeente bevindt zich te Riepe en Riepsterhammrich. Het ligt nabij de aansluiting op de A 31. Er is alleen nijverheid van lokaal of regionaal belang gevestigd.
In de gemeente is verder de landbouw nog van betekenis, en in toenemende mate, het toerisme (watersport- en fietstoerisme).

## Geschiedenis
Ihlow, gelegen in Oost-Friesland, is genoemd naar de naburige, voormalige Abdij van Ihlow. De naam van deze abdij wordt verklaard uit  Y-lo , ijf en -loo, taxusbos.
Een groot deel van de gemeente bestaat uit oude veenkoloniën. Reeds in 1637 stichtte een zakenman uit Emden met de naam Lübbert Cornelius de veenkolonie Lübbertsfehn; het ging deze groothandelaar vooral om de turf, die hij goed kon verkopen. Ook het in 1780 gestichte Ihlowerfehn is zo'n veenkolonie. 
Andere dorpen, vaak in het bezit van een oud kerkje, bestaan reeds sinds de middeleeuwen.
In de Tweede Wereldoorlog is het voorgekomen, dat buitenlandse dwangarbeiders in de gemeente tewerkgesteld werden, voornamelijk als boerenknecht.
Zie ook de artikelen over de afzonderlijke dorpen.

## Bezienswaardigheden, recreatie, natuurschoon
- Voornaamste bezienswaardigheid is het in 2009 aangelegde archeologische park rondom de site van het klooster van Ihlow.
- Verscheidene dorpen in de gemeente beschikken over een oud, soms nog middeleeuws dorpskerkje. Zie de artikelen over de afzonderlijke dorpen.
  - Het dorpje Barstede beschikt over een in 1953 herbouwde evangelisch-lutherse kerk; vermeldenswaardig is het uit 1801 daterende kerkorgel van de hand van Johann Gottfried Rohlfs.
- Natuurschoon:
  - In de gemeente bevindt zich het bijna 350 hectare grote bosgebied Ihlower Forst. Midden in dit bosgebied is de voormalige Abdij van Ihlow gelegen.
  - Het meer Sandwater, dat ten zuidoosten van Simonswolde ligt, is aangewezen als natuurreservaat.
  - In het zuidoosten van de gemeente ligt een tweede natuurreservaat, Fehntjer Tief genaamd. Het is een weidegebied aan weerszijden van het veenriviertje van die naam.

## Afbeeldingen

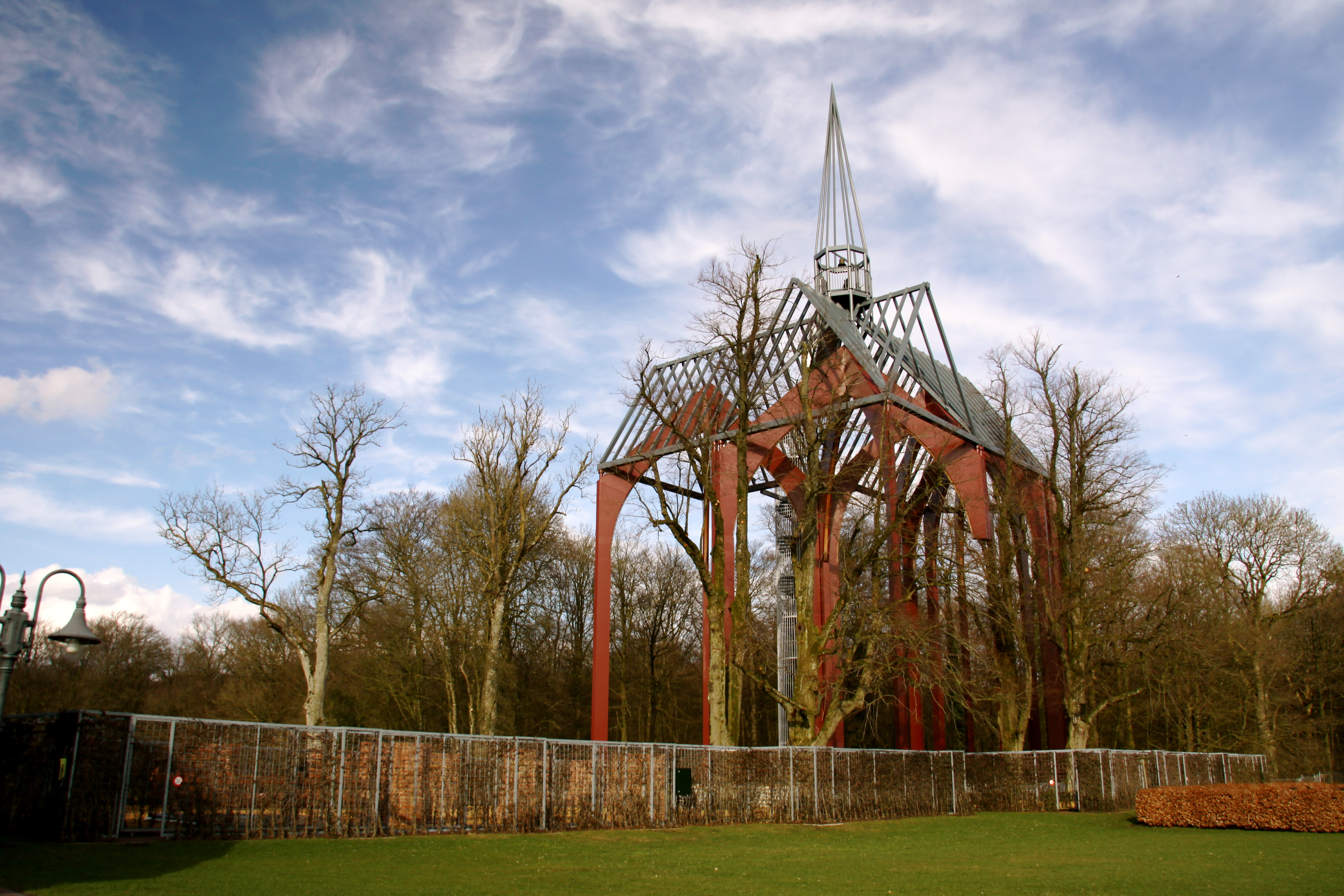
Reconstructie kloosterkerk Abdij van Ihlow
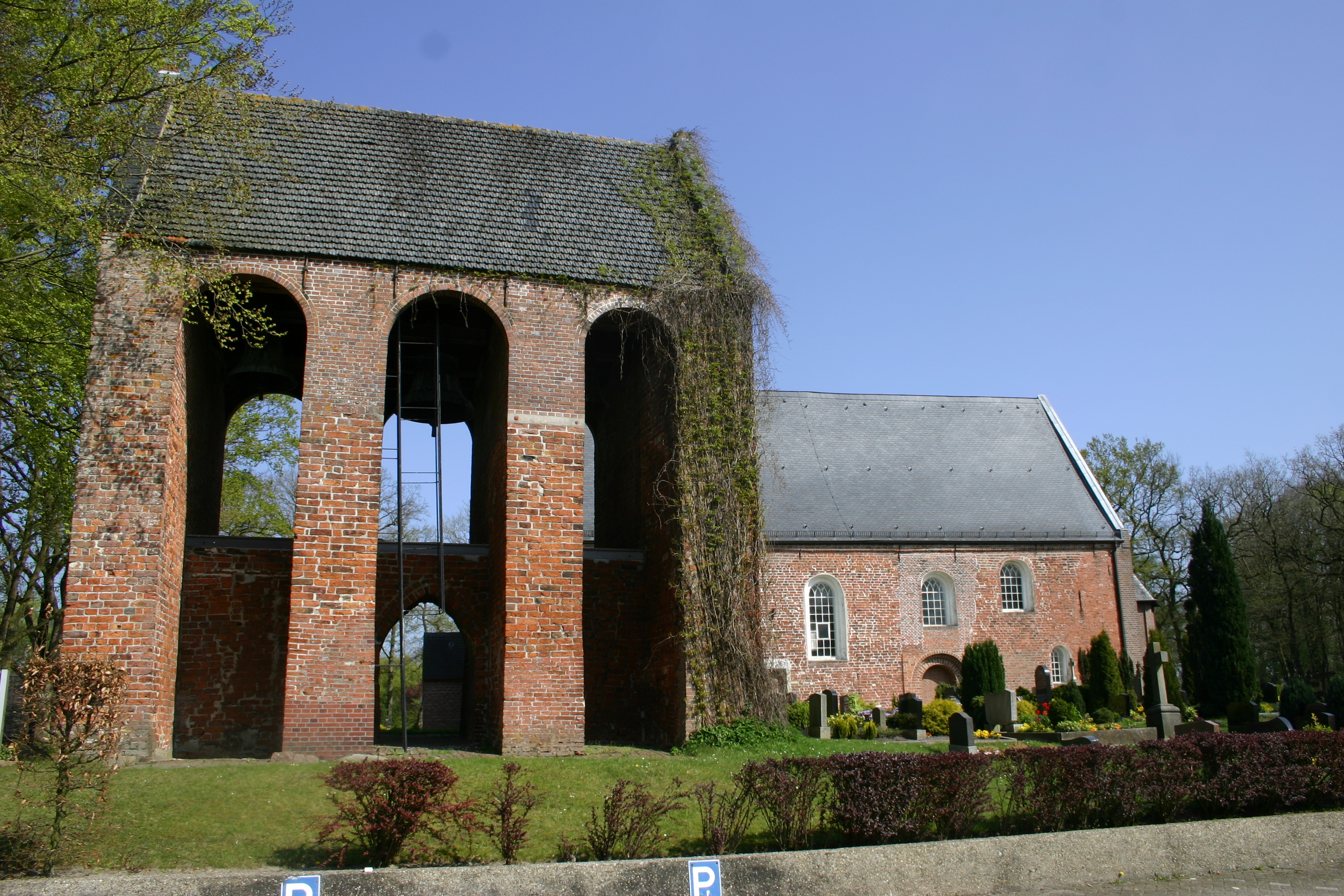
Sint-Nicolaaskerk (Weene)
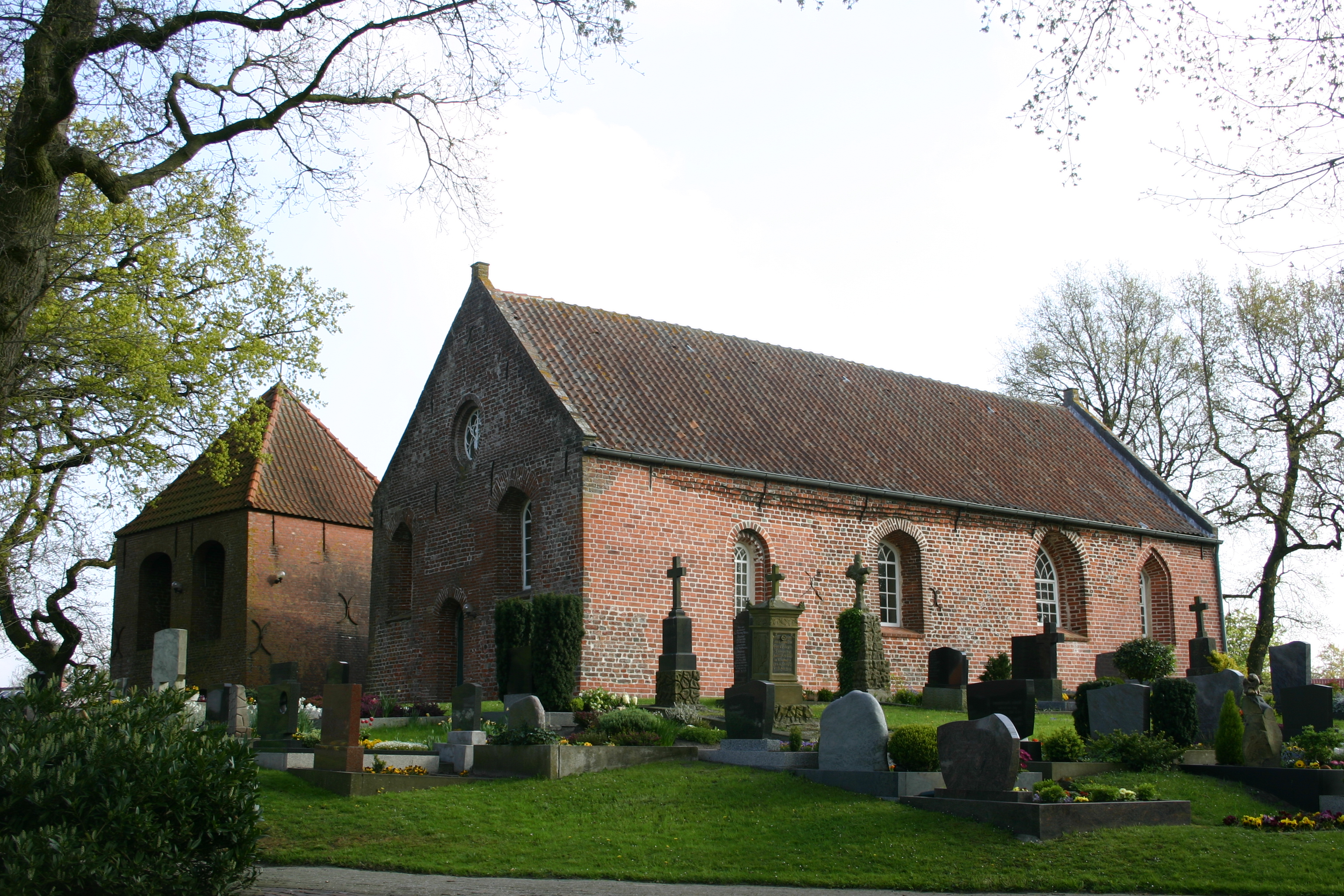
Kerkje te Ochtelbur
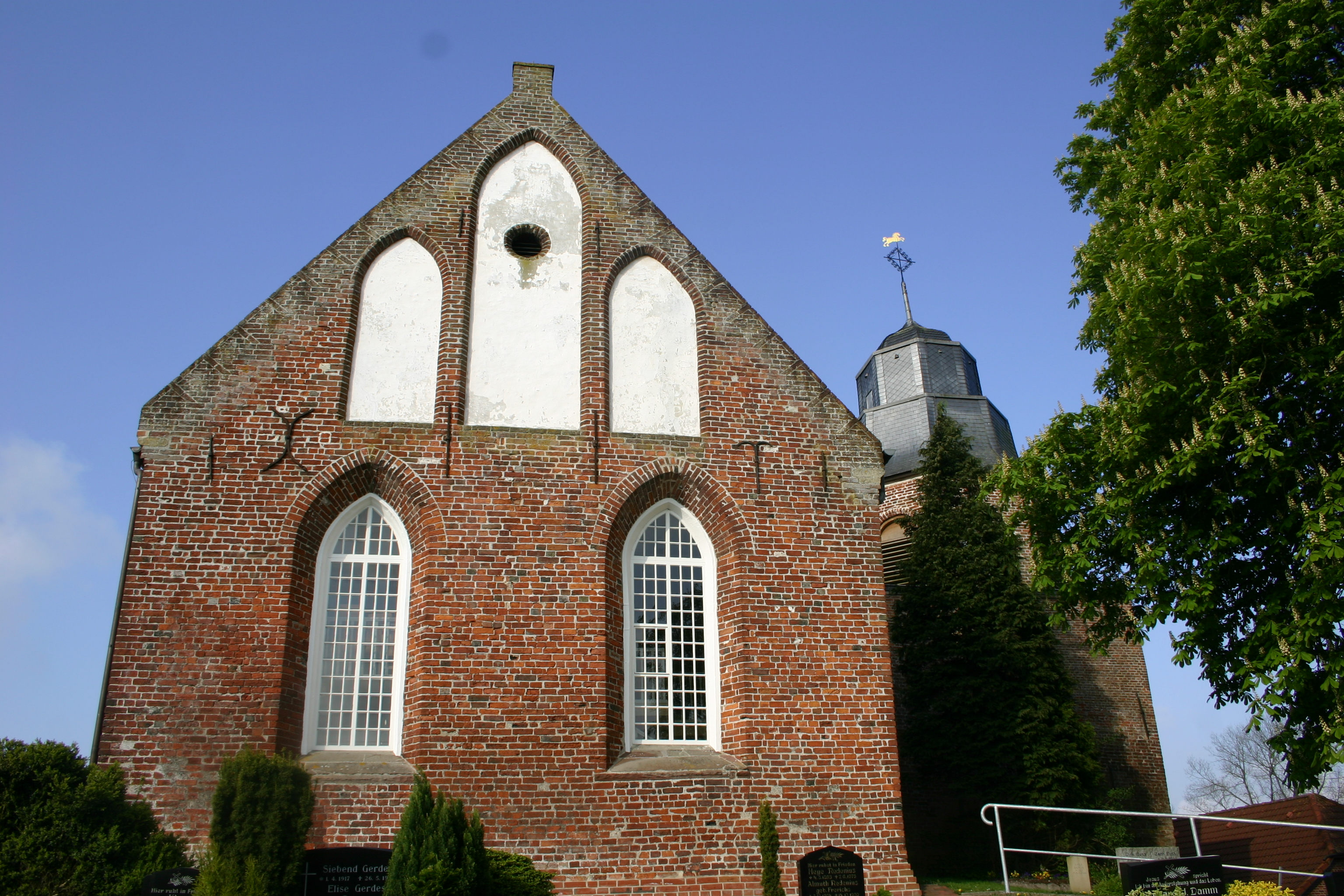
Kerkje van Riepe
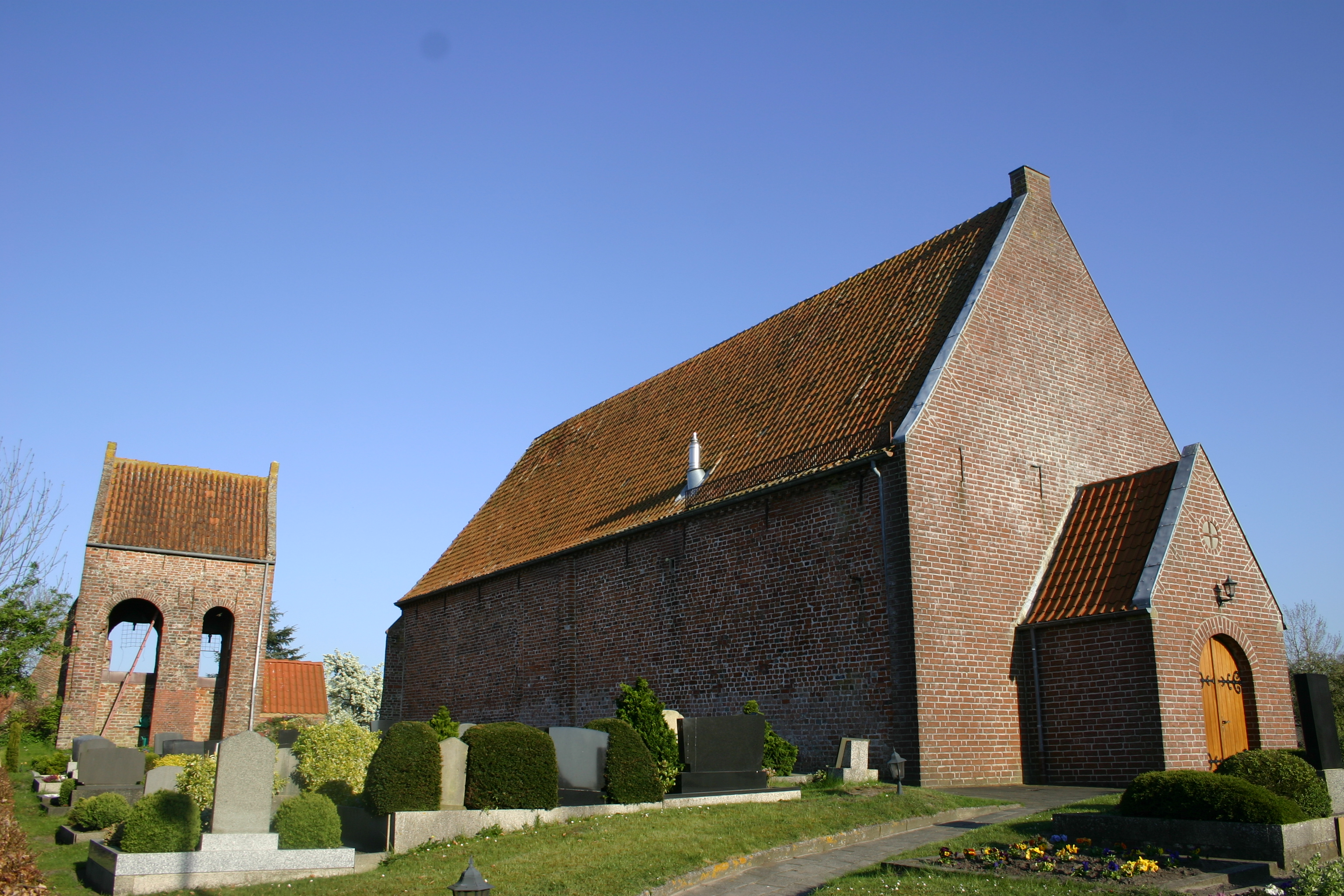
Kerkje van Simonswolde

## Politiek

### Zetelverdeling gemeenteraad
De gemeente Ihlow kent een gemeenteraad bestaande uit 31 zetels, inclusief de burgemeester. De zetelverdeling is als volgt:
| Partij                      | 2011 | 2016 | 2021 |
| --------------------------- | ---- | ---- | ---- |
| SPD                         | 15   | 15   | 16   |
| Onafhankelijke Kiezersgroep | 6    | 6    | 6    |
| CDU                         | 5    | 5    | 5    |
| Bündnis 90/Die Grünen       | 3    | 3    | 3    |
| Die Linke                   | 1    | -    | -    |
| FDP                         | -    | 1    | -    |
| Burgemeester                | 1    | 1    | 1    |

Burgemeester is sinds september 2021 Arno Ulrichs (partijloos).

## Jumelage
De gemeente Ihlow heeft sinds eind 1993 een jumelage met de gemeente Baranów in Polen.